# کاندیلیچرا
کاندیلیچرا (به اسپانیایی: Candilichera) یک دهستان در اسپانیا است که در سریا واقع شده‌است.

## خصوصیات
کاندیلیچرا ۴۴ کیلومترمربع مساحت و ۲۰۴ نفر جمعیت دارد.